# تويوتا هايلاندر
تويوتا هايلاندر (يطلق عليها كلوجر في اليابان وأستراليا) هي سيارة رياضية متعددة الأغراض SUV تنتجها شركة تويوتا للسيارات.
تم الإعلان عن السيارة في إبريل عام 2000م في معرض نيويورك الدولي للسيارات وتم تقديمها كطراز 2001م. ظهرت في أواخر عام 2000م باليابان وفي يناير عام 2001م بالولايات المتحدة. لم تستطيع تويوتا استخدام اسم هايلاندر في اليابان وأستراليا حيث أن هذا الاسم مستخدم على طراز هيونداي تيراكان SUV.
يعتبر طراز هايلاندر هو امتداد أو نظير طراز 4رنر وأصبحت أفضل طراز SUV مبيعاً لتويوتا حتى تفوق عليه طراز راف4 عام 2006م.
للسيارة جيلان حتى الآن ولها نسخة هجين بداية من طراز 2006.
وتعد النسخة الهجينة منها أفضل سيارة دفع رباعي هجينة.
وقد حققت نجاح واسع في انتشارها خاصة في أمريكا الشمالية.

## الجيل الأول (XU20؛ 2000)
شاركت هايلاندر (أو كلوجر في اليابان وأستراليا) منصة مع ابن عمها من سلسلة XU30 لكزس آر إكس / تويوتا هارير. جاءت في خمسة تكوينات (2001-2007) وسبعة مقاعد (2004-2007) وأصبح نجاح مبيعات تويوتا في عدد من الأسواق في جميع أنحاء العالم. جاءت هايلاندر قياسية مع الدفع بالعجلات الأمامية وعرض الدفع الرباعي (50:50 أمامي: تقسيم عزم الدوران الخلفي الثابت). على عكس 4 رانر الخاصة بتويوتا وغيرها من المنافسين متوسطي الحجم مثل جيب جراند شيروكي، أو شيفروليه تريل بليزر، فإن هايلاندر تهدف إلى الراحة على الطريق من خلال هيكلها أحادي الهيكل والتعليق الخلفي المستقل. على الرغم من أن سيارة هايلاندر كانت أطول من 1996-2002 4 رانر المتاح في وقت إطلاقه، إلا أنه تم تجاوز طول هايلاندر من خلال 4 رانر المعاد تصميمه في أغسطس 2002.
كان هايلاندر متاحًا في ثلاثة خطوط متقنة في الولايات المتحدة: الطراز الأساسي، والطراز الرياضي، والطراز المحدود. كان الطرازان الأساسيان والمحدودان حاضرين عند تقديم هايلاندر في البداية، بينما تم تقديم الطراز الرياضي في مارس 2006. في اليابان، يُنظر إليها على أنها سيارة فاخرة نظرًا لأن كلوجر تتجاوز اللوائح الحكومية اليابانية التي تنظم إزاحة المحرك والأبعاد الخارجية.
في عام 2004، تغيرت العجلات في الإصدار المحدود من سبيكة من ستة أذرع إلى سبيكة من خمسة أذرع. كما تغيرت عجلات هايلاندر ذات الطراز الأساسي من الحافات الفولاذية إلى العجلات المعدنية التي كانت موجودة في موديل 2001-2003 هايلاندر المحدودة و B-باكدج. تتميز طرازات الرياضة بتصميم شبكي مميز يميزها عن الطرازات غير الرياضية. يعمل تصميم العجلة أيضًا على التمييز بين الطرز المختلفة - فالرياضة الهجينة بتصميم فريد مزدوج الأضلاع.
تم تقديم كلوجر إلى أستراليا في أكتوبر 2003. كانت متوفرة بثلاثة أشكال: CV وCVX وجراند. تم إصدار إصدار محدود من الطراز الرياضي CV أيضًا في عام 2006. لم يكن هناك طراز هجين متاح في أستراليا. كان المحرك الوحيد المعروض هو محرك V6 سعة 3.3 لتر 3MZ-FE. استهلاك الوقود النموذجي باستخدام نظام الاختبار القياسي الأسترالي هو 12.3 لتر / 100 كم (23.0 ميلا في الجالون ‑ إمب؛ 19.1 ميلا في الغالون الولايات المتحدة).

### المحركات
- 2001-2007 2.4 لتر 2AZ-FE I4116 كيلو واط (155 حصان)
- 2001-2003 3.0 لتر 1MZ-FE V6 ،151 كيلو واط (203 حصان)
- 2004-2007 3.3 لتر 3MZ-FE V6 ،168 كيلو واط (225 حصان)

كان المحرك سعة 3.0 لتر قادرًا على دفع كلوجر من 0-60 ميل في الساعة في حوالي 8.8 ثانية. في عام 2004، تم منح كلوجر محركًا جديدًا V6 سعة 3.3 لترًا للتنافس مع عروض V6 الأكثر قوة من منافسيها، وخاصة نيسان مورانو وهوندا بايلوت. جعل المحرك الأكبر من الممكن لـ كلوجر الوصول من 0 إلى 97 كم / ساعة (60 ميلاً في الساعة) في 7.8 ثانية.

### تحديث عام 2001
تم إصدار كلوجر اليابانية والأسترالية بوحدة تحكم مركزية مدمجة مع لوحة القيادة، بينما افتقرت أمريكا الشمالية هايلاندر في البداية إلى وحدة التحكم المركزية المدمجة هذه. تم تقديم وحدة التحكم المركزية المتكاملة في جميع سيارات هايلاندرز الأمريكية وهايلاندرز الكندية المحدودة في عام 2001، لعام 2002، وفي جميع سيارات هايلاندرز الكندية في عام 2003، لعام 2004. ومع ذلك، بالنسبة إلى هؤلاء المرتفعات الأوائل الذين ليس لديهم وحدة تحكم مركزية متكاملة، كانت وحدة تحكم مركزية أصغر غير مدمجة قائمة بذاتها متاحة كخيار، سواء تم تثبيت المصنع أو الوكيل.

### تحديث عام 2003
في عام 2003، بالنسبة لعام 2004، بالإضافة إلى المحرك سعة 3.3 لتر، تم تجهيز الطرازات التي تعمل بمحرك V6 بناقل حركة أوتوماتيكي جديد بخمس سرعات، ليحل محل ناقل الحركة الأوتوماتيكي رباعي السرعات، بينما استمرت الموديلات المضمنة الأربعة في الاستخدام الأربع سرعات القديمة. وشهد هذا العام أيضًا إدخال مقاعد الصف الثالث الاختيارية التي تتيح لراكبين إضافيين. أصبح الكونسول الوسطي، الذي كان في السابق حصريًا على مستوى القطع العلوي، قياسيًا في جميع الطرازات.
عُدل الهيكل الأحادي قليلاً خلف مقاعد الصف الثاني ليشمل انخفاضًا في أرضية صندوق السيارة قادرًا على استيعاب مقاعد الصف الثالث الاختيارية. في الطرز التي لا تحتوي على مقاعد الصف الثالث، تم تحويل هذا المنخفض المنخفض إلى حجرة تخزين (قبل عام 2004، كان يمكن الوصول إلى الإطار الاحتياطي من داخل السيارة حيث سيتم وضع مقاعد الصف الثالث لاحقًا؛ بدءًا من عام 2004، يمكن الوصول إلى الإطار الاحتياطي من أسفل السيارة). التغييرات الطفيفة في الشبكة الأمامية، والمصدات الأمامية والخلفية، والمصابيح الأمامية والمصابيح الخلفية (المصابيح الخلفية LED في الطرز الهجينة اللاحقة) تكمل التغييرات الرئيسية لتحديث منتصف الدورة لعام 2003.

### تحديث 2005
في عام 2005، بالنسبة لعام 2006، تم عرض سيارات هايلاندرز المباعة في كندا فقط في تكوين الدفع الرباعي V6. كانت الطرز الهجينة متوفرة بدوام جزئي بالدفع الرباعي، والذي تشير إليه تويوتا باسم 4WD-i حيث يتم تشغيل العجلات الخلفية بواسطة محرك كهربائي منفصل. هذا النظام مخصص للاستخدام على الجليد والثلج وهو عرضة لارتفاع درجة حرارة المحرك الكهربائي الخلفي على الطرق الوعرة.[بحاجة لمصدر]

### السلامة
كانت المكابح المانعة للانغلاق ومساعدة الفرامل والتوزيع الإلكتروني لقوة الفرامل قياسية، وأصبح التحكم في ثبات السيارة مع التحكم في الجر اختياريًا في طرز 2001-2003 قياسيًا لموديلات 2004 (تأتي الهجينة بشكل قياسي مع VDIM). كان المعيار أيضًا لعام 2004 هو مراقبة ضغط الإطارات. كانت الوسائد الهوائية الجانبية المثبتة على المقعد الأمامي اختيارية في موديلات 2001–06، بينما كانت الوسائد الهوائية الستائرية الجانبية للصفين الأمامي والثاني اختيارية في موديلات 2004-06. أصبحت الوسائد الهوائية الجانبية قياسية في طرازات 2007 واكتسبت الوسائد الهوائية الستائرية جهاز استشعار الانقلاب في ذلك العام أيضًا.
| السائق الأمامي:        | 4/5 stars |
| الراكب الأمامي:        | 4/5 stars |
| سائق جانبي:            | 4/5 stars |
| الراكب الجانبي الخلفي: | 5/5 stars |
| رولوفر:                | 3/5 stars |

| السائق الأمامي:        | 5/5 stars |
| ---------------------- | --------- |
| الراكب الأمامي:        | 5/5 stars |
| سائق جانبي:            | 5/5 stars |
| الراكب الجانبي الخلفي: | 5/5 stars |
| رولوفر (2008):         | 4/5 stars |

في اختبارات التصادم التي قام بها معهد التأمين للسلامة على الطرق السريعة (IIHS)، تم تصنيف هايلاندر على أنهه «جيدة» بشكل عام في اختبار التصادم الأمامي. أفاد معهد IIHS أن هايلاندر لديها واحدة من أقل معدلات وفيات السائقين بين جميع المركبات، ومن بين سيارات الدفع الرباعي، كان معدل وفيات السائقين أقل من تويوتا 4 رانر. نظر هذا التقرير إلى طرازات السيارات 2001-2005 في الولايات المتحدة.

### هجين (MHU28 ،2005)

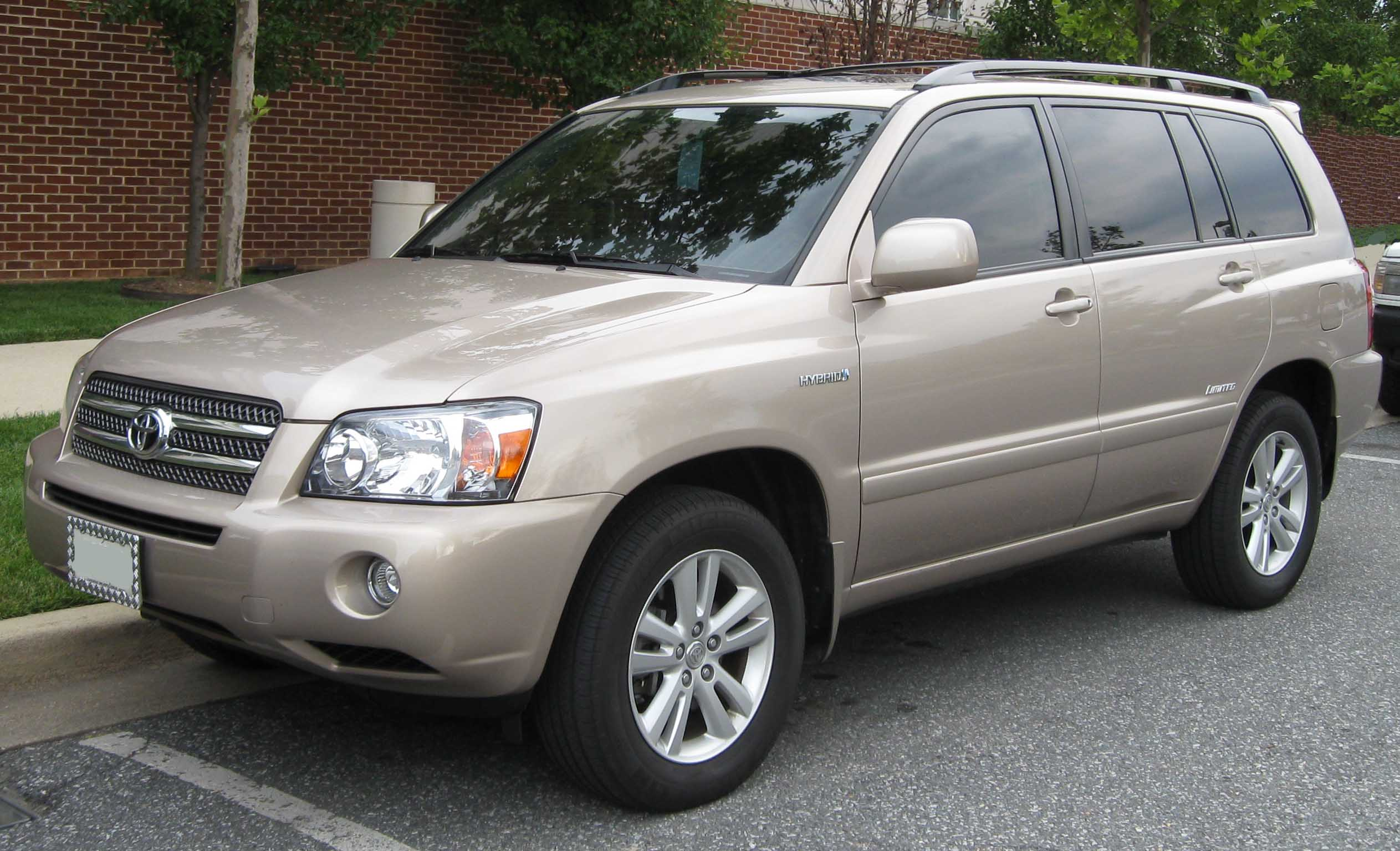
هايلاندر الهجين المحدودة

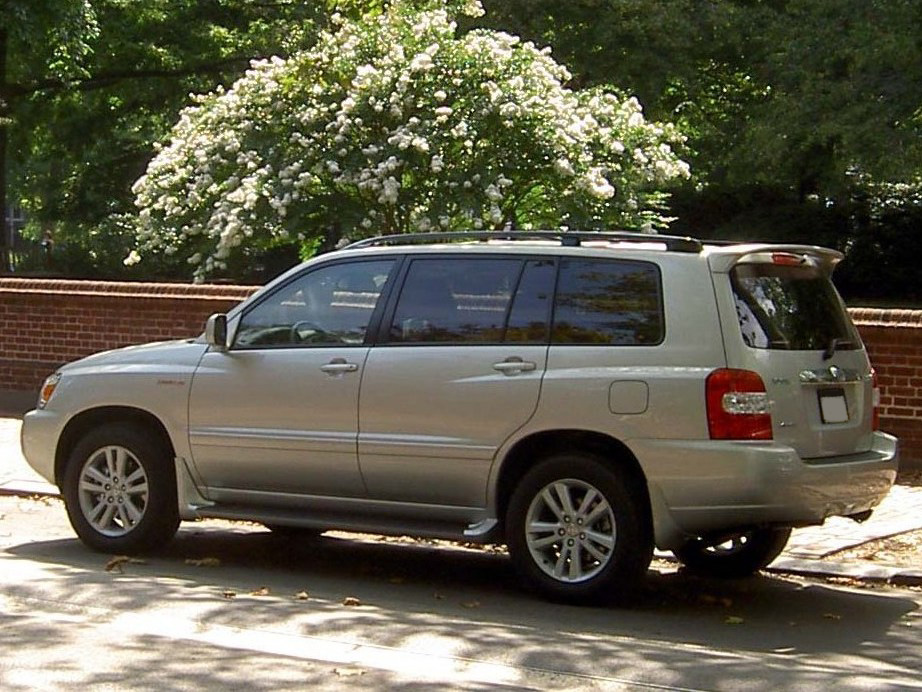
هايلاندر هجين

كانت كلوجر سيارة دفع رباعي عادية غير هجينة في البداية، يقودها محرك احتراق داخلي، ولكن لاحقًا قدمت تويوتا نسخة هجينة، وهي كلوجر هجين التي تستخدم تقنية محرك التآزر الهجين للشركة جنبًا إلى جنب مع محرك V6 3MZ-FE الخاص بالشركة سعة 3.3 لتر. متوفرة في تقليم FWD أو AWD. تم الكشف عن نظام الدفع الهجين في معرض أمريكا الشمالية الدولي للسيارات لعام 2004، وتم تقديمه للجمهور في يوليو 2005 كنموذج 2006. تم تغيير مضخة التوجيه المعزز ومضخة المياه وضاغط التيار المتردد من محرك بالحزام إلى إصدارات تعمل بالكهرباء. تم دمج المولد المعدل في النظام الهجين.
كانت النسخة الهجينة تسمى هايلاندر هجين، في أمريكا الشمالية. كانت أيضًا أول سيارة هجينة ذات سبعة مقاعد. مع توفير المحركات الكهربائية للطاقة، تحسن التسارع الكلي، خاصة عند السرعات العابرة. تشمل الإضافات الأخرى نظام الإدارة المتكاملة لديناميكيات السيارة (VDIM) من تويوتا ونظام الفرامل الذي يتم التحكم فيه إلكترونيًا (ECB). منحها مجلس موارد الهواء في كاليفورنيا تصنيف انبعاثات SULEV. صنفته وكالة حماية البيئة الأمريكية (المعايير المعدلة) عند 8.4 لتر / 100 كم؛ 34 ميلا في الغالون ‑ إمب (28 ميلا في الغالون الولايات المتحدة) مدينة/ 9.4 لتر/ 100 كم؛ 30 ميلا في الغالون ‑ إمب (25 ميلا في الغالون الولايات المتحدة) طريق سريع لموديلات FWD و 8.7 لتر/ 100 كم؛ 32 ميلا في الغالون ‑ إمب (27 ميلا في الغالون الولايات المتحدة) /9.4 لتر/ 100 كم؛ 30 ميلا في الغالون ‑ إمب (25 ميلا في الغالون الولايات المتحدة) لموديلات الدفع الرباعي. هذا النظام مطابق تقريبًا لنظام لكزس RX 400h. تم تصنيف طرازات الدفع الرباعي لسحب 1600 كجم (3500 رطل).

## الجيل الثاني (XU40؛ 2007)

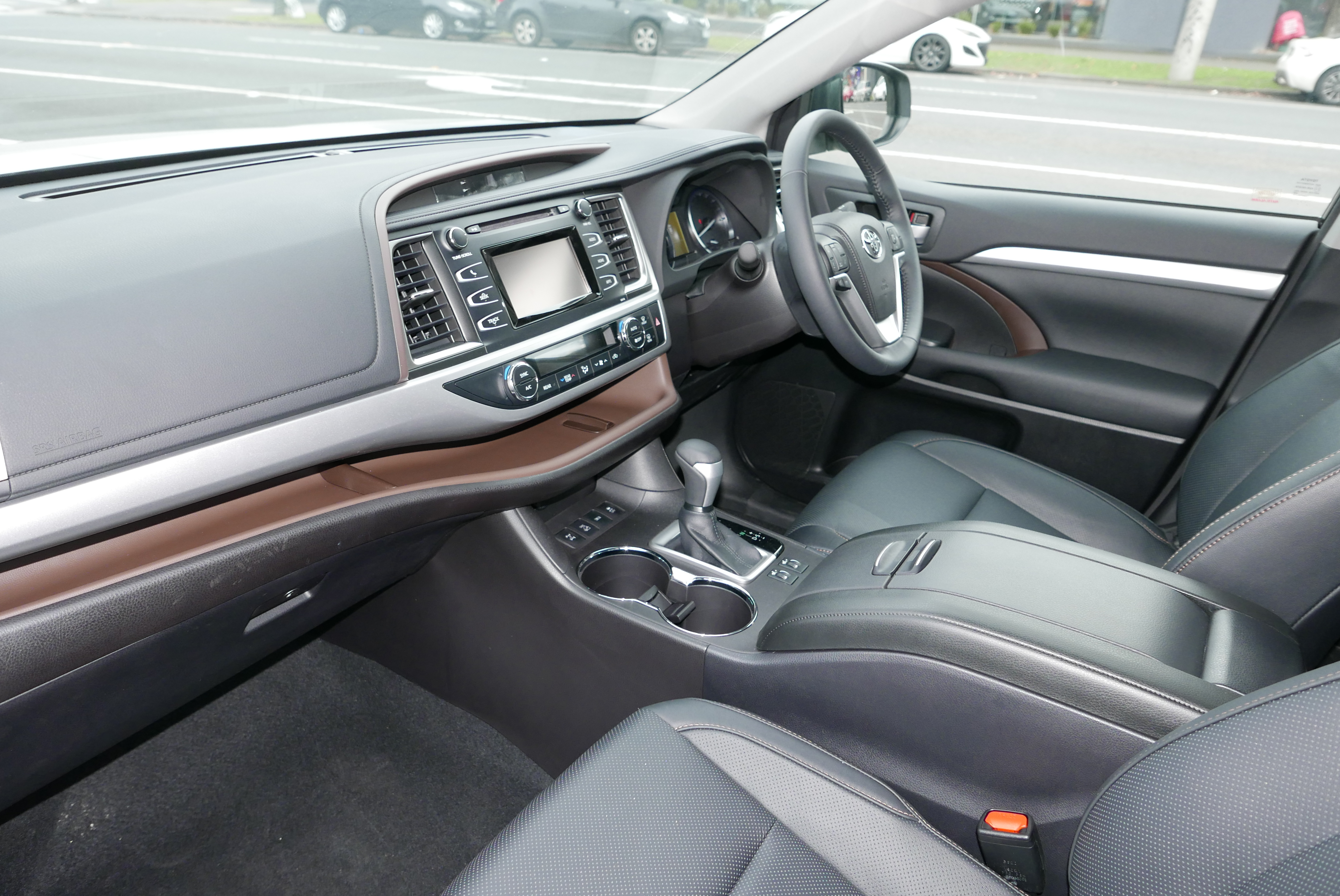
من الداخل

كشفت تويوتا عن الجيل الثاني من هايلاندر وهايلاندر هايبرد في معرض شيكاغو للسيارات 2007، مع بدء المبيعات الأمريكية في يوليو والهجين في أواخر سبتمبر. لم يتم بيع الجيل الثاني من هايلاندر وهايلاندر هايبرد في اليابان. تم إسقاط سيارة هايلاندر ذات الخمسة مقاعد للولايات المتحدة وكندا حيث حلت محلها فينزا.
في البداية، كان المحرك الوحيد لسيارة هايلاندر 2008 هو 201 كيلوواط (270 حصان) سعة 3.5 لتر 2GR-FE V6 متزاوج مع ناقل حركة أوتوماتيكي بخمس سرعات. تم إيقاف الطراز رباعي الأسطوانات ولكن تمت إضافته مرة أخرى في عام 2009. في حين أن المحرك سعة 3.5 لتر لديه 55 حصاناًأكثر من المحرك السابق V6 سعة 3.3 لتراً، فإن الزيادات في الأبعاد جنبًا إلى جنب مع زيادة عزل الصوت أضافت ما يقرب من 500 رطل إلى وزن السيارة فارغة تقريبًا 4000 رطل، تم تحسين الاقتصاد في استهلاك الوقود بشكل طفيف. تقدر وكالة حماية البيئة (EPA) أن الاقتصاد في استهلاك الوقود لنماذج الدفع بالعجلات الأمامية يبلغ 13 لتر/ 100 كم ؛ 22 ميلا في الغالون‑ إمب (18 ميلا في الغالون الولايات المتحدة) مدينة / 9.8 لتر/ 100 كم؛ 29 ميلا في الغالون‑ إمب (24 ميلا في الغالون الولايات المتحدة) الطريق السريع (الجيل الأخير: 14 لتر / 100 كم؛ 20 ميلا في الغالون ‑ إمب (17 ميلا في الغالون الولايات المتحدة) مدينة / 10 لتر/ 100 كم؛ 28 ميلا في الغالون‑ إمب (23 ميلا في الغالون الولايات المتحدة) hwy ).
بالنسبة لعام 2009، عرضت تويوتا مرة أخرى 4 أسطوانات لطرازات الدفع بالعجلات الأمامية لخمسة ركاب مع محرك 1AR-FE I4 المعتمد من ULEV-II بسعة 2.7 لتر مع ناقل حركة أوتوماتيكي بست سرعات. يولد 139 كيلو واط (187 حصان) عند 5800 دورة في الدقيقة و 252 نيوتن متر (186 رطل قدم) من ذروة عزم الدوران عند 4100 دورة في الدقيقة على وقود عادي 87 أوكتان. توفر الأسطوانات الأربع اقتصادًا في استهلاك الوقود يقدر بوكالة حماية البيئة (EPA) يبلغ 12 لتراً / 100 كم؛ 24 ميلافي الغالون ‑ إمب (20 ميلا في الغالون الولايات المتحدة) في المدينة و 8.7 لتر/ 100 كم؛ 32 ميلا في الغالون‑ إمب (27 ميلا في الغالون الولايات المتحدة) الطريق السريع. هذا أفضل من الطراز السابق رباعي الأسطوانات بسعة 12 لتر/ 100 كم؛ 23 ميلا في الغالون‑ إمب (19 ميلا في الغالون / الولايات المتحدة) /9.4 لتر/ 100 كم؛ 30 ميلا في الغالون‑ إمب (25 ميلا في الغالون الولايات المتحدة).
تم تقديم نفس مستويات القطع الثلاثة ( بيز وسبورت وليمتيد) حتى أوائل عام 2010 عندما حل طراز SE محل الطراز الرياضي، ولا يزال بإمكان المشترين الاختيار بين الدفع الأمامي أو الدفع الرباعي على منصات V6. الجديد أيضًا هو نظام التوجيه الكهربائي (EPS). تحصل طرازات سبورت و ليمتيد على كاميرا احتياطية قياسية باستخدام شاشة LCD مقاس 3.5 بوصة. تشمل الخيارات الرئيسية المقاعد الجلدية، والمقاعد المدفأة، ونظام ملاحة بشاشة تعمل باللمس دي في دي، ونظام مفتاح ذكي جديد، وستيريو JBL Synthesis مطور، ونظام ترفيه دي في دي للمقاعد الخلفية مع شاشة 9 بوصة، وحزمة قطر تزيد من قدرة القطر إلى 5000 جنيه.
تم إنتاج XU40 في البداية حصريًا في مصنع مياتا في مياواكا، فوكوكا، اليابان لجميع الأسواق العالمية بدءًا من مايو 2007. بدأ الإنتاج في الصين للمبيعات المحلية في 25 مايو 2009 من قبل تويوتا GAC  في منطقة نانشا، قوانغتشو، قوانغدونغ. كانت تويوتا تنوي بناء هايلاندر في بلو سبرينغز، ميسيسيبي لسوق أمريكا الشمالية في عام 2011 النموذجي. ومع ذلك، تم بناء كورولا هناك بدلاً من ذلك، ويتم بناء هايلاندر في تويوتا موتور تصنيع إنديانا في برينستون، إنديانا، من عام 2010 فصاعدًا لغالبية أمريكا الشمالية ، لتحل محل إنتاج التندرا. بدأ إنتاج هايلاندر TMMI في أكتوبر 2009 لطرازات محركات البنزين فقط؛ استمر استيراد السيارات الهجينة من اليابان حتى إصدار الجيل الثالث من XU50، حيث تم توحيد جميع الإنتاج باستثناء الصين في TMMI.
في أستراليا، تم إطلاق الجيل الجديد كلوجر في أغسطس 2007. هناك ثلاث درجات متوفرة، KX-R وKX-S و جراند. جميع الفئات متوفرة مع الدفع الثنائي أو الدفع الرباعي. يتوفر الطراز الأساسي KX-R أيضًا بخمسة أو سبعة مقاعد، في حين أن الدرجات الأخيرة هي سبعة مقاعد فقط. تشبه المواصفات في الغالب سيارة هايلاندر الأمريكية، حيث تشترك في نفس محرك V6 2GR-FE سعة 3.5 لتر وناقل حركة أوتوماتيكي بخمس سرعات. ومع ذلك، لا توجد خطط في الوقت الحالي لتقديم نسخة هجينة من كلوجر في السوق الأسترالية.

### تحديث 2010
في عام 2010، بالنسبة لعام 2011، أجرت تويوتا بعض التغييرات على هايلاندرو هالايندر هجين. بينما لا يزال التصميم العام مشابهًا لطراز 2010، تم تعديل الواجهة الأمامية لـ هايلاندر بشكل كبير، حيث تتميز الآن بمصابيح أمامية جديدة ولون أسود جديد مع لوحة هزازة من الكروم وشبكة أمامية جديدة. ظلت المحركات غير الهجينة لعام 2011 كما هي، على الرغم من أن المحرك رباعي الأسطوانات سعة 2.7 لتر قد يكون موجودًا في مستوى SE، والذي كان متاحًا في السابق فقط في الطراز الأساسي. تم تجهيز المزيد من الميزات القياسية الآن على جميع مستويات القطع، حيث يتلقى الطراز الأساسي تكييف هواء أمامي وخلفي، وأقفال / نوافذ كهربائية، ونظام تثبيت السرعة، ونظام تحكم في الدخول بدون مفتاح متعدد الوظائف.

### الأمان
تأتي جميع الطرازات بشكل قياسي مع التحكم المحسن في ثبات السيارة الذي يغير على الفور مساعدة توجيه الطاقة الكهربائية مع التحكم في الجر (تأتي السيارات الهجينة بشكل قياسي مع VDIM)، ومكابح مانعة للانغلاق، ومساعدة الفرامل، وتوزيع قوة الفرامل الإلكترونية. كما يتوفر بشكل قياسي جهاز مراقبة ضغط الإطارات، ووسادة هوائية لركبة السائق، ووسادة هوائية جانبية مثبتة في المقعد الأمامي، وأكياس هوائية ستارة جانبية لجميع الصفوف الثلاثة والتي تتضمن مستشعر انقلاب ومساند رأس أمامية نشطة. كما أن نظام التحكم في المساعدة على صعود المنحدرات (HAC) قياسي أيضًا والذي يمنع التدحرج للخلف على المنحدرات، كما أن نظام التحكم في المساعدة على المنحدرات (DAC) قياسي في طرازات AWD.
يصنف معهد IIHS الهايلاندر بأنه «جيد» بشكل عام في اختبار التصادم الأمامي، وجيد في جميع الفئات الفرعية باستثناء «الرأس / الرقبة»، والذي تم تصنيفه على أنه «مقبول». و «جيد» بشكل عام في الاصطدام الجانبي.، مع تصنيف «جيد» في جميع الفئات التسع المقاسة. تم تصنيف هايلاندر أيضًا على أنها «جيدة» في اختبار مقاومة السقف ، مما يمنحها تصنيف «أفضل اختيار للسلامة».
في برنامج تقييم السيارات الجديدة الأسترالي (ANCAP)، تم منح كلوجر تصنيف 5/5 نجوم ولكن فقط تصنيف 1/4 نجوم لحماية المشاة.
تم التشكيك في سلامة وفعالية نظام التحكم في ثبات السيارة في كلوجر /  هايلاندر من قبل بعض الصحفيين المتخصصين في مجال السيارات. أثناء اختبار مجلة عجلات سيارة العام في عام 2007، قام محرر المجلة بتدوير السيارة أثناء اختبار الطريق الحصى عالي السرعة. مشيرًا إلى أن هذا كان الحدث الأول من نوعه في تاريخ المجلة الذي يبلغ 45 عامًا، وانتقد نظام ثبات السيارة قائلاً إن «أوجه القصور في برنامج الثبات الإلكتروني لكلوجر ساهمت في الحادث». كما ذكر ستة من القضاة السبعة الآخرين أنهم شعروا أن «أداء برنامج الثبات الإلكتروني للمركبة كان دون المستوى»، وأشاروا إلى أن السيارة «كانت شبه خطرة على [الطرق] الترابية». في رد مكتوب، عارضت تويوتا ظروف الحادث وانتقدت إجراءات الاختبار باعتبارها «غير علمية».

### هجين
تتميز التصميم الهجين بمحرك محرك التآزر الهجين من تويوتا والذي يستمر في السماح بوضع الطاقة الكهربائية فقط للمسافات القصيرة والسرعات. تم تحسين الوزن والتكلفة عن الهجين السابق.
أدى الحجم الموسع والميزات الجديدة إلى زيادة وزن السيارة بمقدار 500 رطل. جميع هايلاندر هايبردز ذات دفع رباعي، وقد صنفت وكالة حماية البيئة الهجين بمعدل 8.7 لتر / 100 كم ؛ 32 ميلا في الغالون ‑ إمب (27 ميلا في الغالون الولايات المتحدة) للمدينة و9.4  لتر / 100 كم؛ 30 ميلا في الغالون  ‑ إمب (25ميلا في الغالونالولايات المتحدة) للطريق السريع، نفس النموذج السابق. الاقتصاد في استهلاك الوقود في هايلاندر، على الرغم من أنه أفضل من لكزس RX 400h، يتخلف عن 4cyl فورد إسكيب الهجين المدمجة، والتي توقفت عن الإنتاج في عام 2012، وأحدث RX 450h، ولكنها لا تزال تنتج انبعاثات أقل بكثير من الإصدار غير الهجين مع CARB SULEV تقييم.
يستمر هايلاندر هايبرد في استخدام نفس المحرك V6 سعة 3.3 لتر 3MZ-FE (208 حصان المقدم في الدفع الرباعي من الطراز السابق، صافي القدرة 175 كيلو واط (235 حصان). لا تزال VDIM والفرامل التي يتم التحكم فيها إلكترونيًا ميزات جديدة تشمل وضع EV كهربائي فقط يمكن اختياره من قبل السائق (عند الإمكان) ووضع ECON آخر يحد من التسارع ويقلل من تكييف الهواء أثناء التسارع. يستخدم هايلاندر هجين معدن نيكل محكم الإغلاق 1.9 كيلو واط بطارية جر هيدريد.
بالنسبة لعام 2011، تلقت هايلاندر الهجين تغييرات في التصميم وتمت ترقيتها مع محرك 2GR-FXE V6 سعة 3.5 لتر (245 حصان)، مما أدى إلى زيادة صافي الطاقة بمقدار 7 كيلو واط (10 حصان)، ومجموعة نقل الحركة مماثلة لـ RX450h. تم تصنيف السيارة الآن على 8  لتر / 100 كم؛ 34 ميلا في الغالون ‑ إمب (28 ميلا في الغالون الولايات المتحدة) للمدينة والطرق السريعة والدورات المركبة.

### هايلاندر FCHV (2007)
كانت هايلاندر FCHV عبارة عن مركبة اختبار تستخدم غاز الهيدروجين المضغوط، بمتوسط اقتصادي للوقود يبلغ 109.9 كم / كجم (68.3 ميل لكل كيلوغرام) (ما يعادل ميلا في الغالون تقريبًا). تم الكشف عن السيارة في معرض لوس أنجلوس للسيارات 2007.

### النسخة الصينية
تم الكشف عن النسخة الصينية من هايلاندر (ASU40 / GSU45) في عام 2009 في معرض شنغهاي الدولي الثالث عشر لصناعة السيارات.

## الجيل الثالث
في 27 مارس 2013، كشفت تويوتا النقاب عن الجيل الثالث من سلسلة هايلاندر XU50 في معرض نيويورك الدولي للسيارات، مع وجود خطط لجعل السيارة تصل إلى الوكلاء في أوائل عام 2014. بدأ الإنتاج في 5 ديسمبر. هذا الإصدار أطول وأوسع من الجيل السابق وقد تغير تصميمه من شكله الصندوقي إلى شكل مشابه لسيارات الدفع الرباعي متوسطة الحجم كروس أوفر.
بالإضافة إلى التغييرات، سيحتوي هذا المقعد على مقاعد لثمانية أشخاص مع نقطة دخول منزلقة للصف الثاني تمنحه 4.3 بوصة من مساحة العرض الإضافية، والمواد ذات الملمس الناعم على لوحة العدادات، والتحذير من مغادرة المسار، والتصادم المسبق أنظمة الإنذار ومراقبة النقاط العمياء. سيصبح راديو HD والبلوتوث معيارًا في جميع الطرازات لإصدار الولايات المتحدة ، والذي سيأتي أيضًا مزودًا بنظام الوسائط المتعددة Entune من تويوتا إلى جانب نظام صوتي بشاشة تعمل باللمس مقاس 6.1 بوصة. سيتم تقديم نظام شاشة تعمل باللمس مقاس 8 بوصات ومجموعة تطبيقات إنتون من تويوتا مع 12 مكبر صوت JBL كميزة اختيارية. تتضمن الحواف الثلاثة لمجموعة نقل الحركة التي سيتم تقديمها محركًا سعة 2.7 لترًا، وست سرعات أوتوماتيكيًا، وطرازًا أساسيًا للدفع بالعجلات الأمامية ، ونموذجًا أوتوماتيكيًا بست سرعات سعة 3.5 لترًا في كل من الدفع الأمامي أو الدفع الرباعي، ونظام الدفع الرباعي فقط تقليم هجين مع 3.5 لتر V6 متزاوج مع eCVT.
تمت الموافقة على هايلاندر أيضًا لاستخدامها كسيارة تاكسي في مدينة نيويورك.

### تعديل2016
ظهرت هايلاندر موديل 2017 المحدث في معرض نيويورك الدولي للسيارات في مارس 2016 مع بدء المبيعات في الربع الأخير من عام 2016. في الطرازات التي تعمل بمحرك V6، استبدل ناقل الحركة الأوتوماتيكي بثماني سرعات المحرك بست سرعات، وأضاف المحرك V6 المعدل (المعين الآن 2GR-FKS) نظام حقن الوقود المباشر D4-S من تويوتا. تتمتع هايلاندر الجديدة بواجهة جديدة مع المصابيح الأمامية والمصابيح الخلفية المعاد تصميمها، ودرجة SE الجديدة، ودرجات XLE و LE هجين بالإضافة إلى ألوان خارجية وداخلية جديدة.

### التصميم قبل شد الوجه

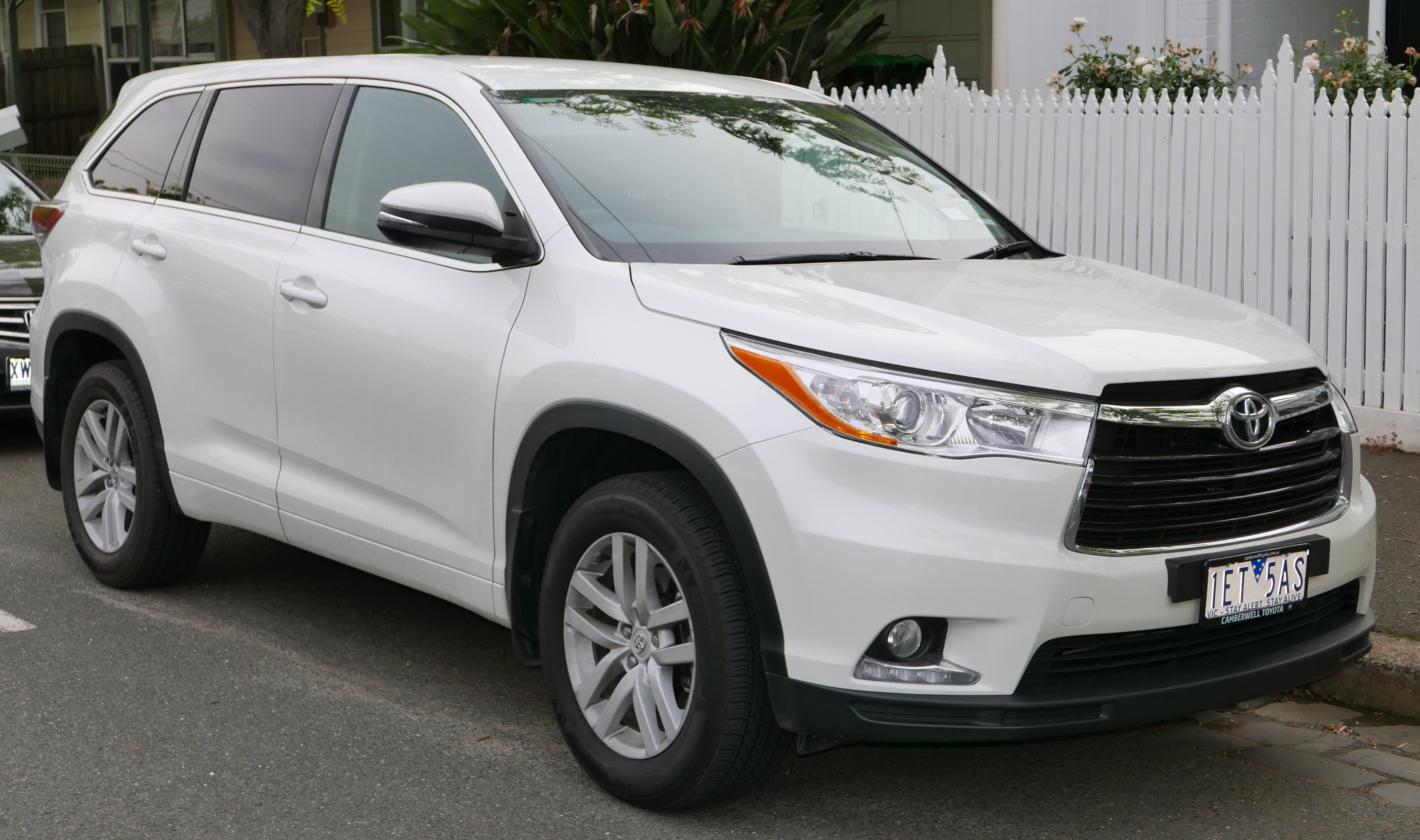
GX من الأمام.
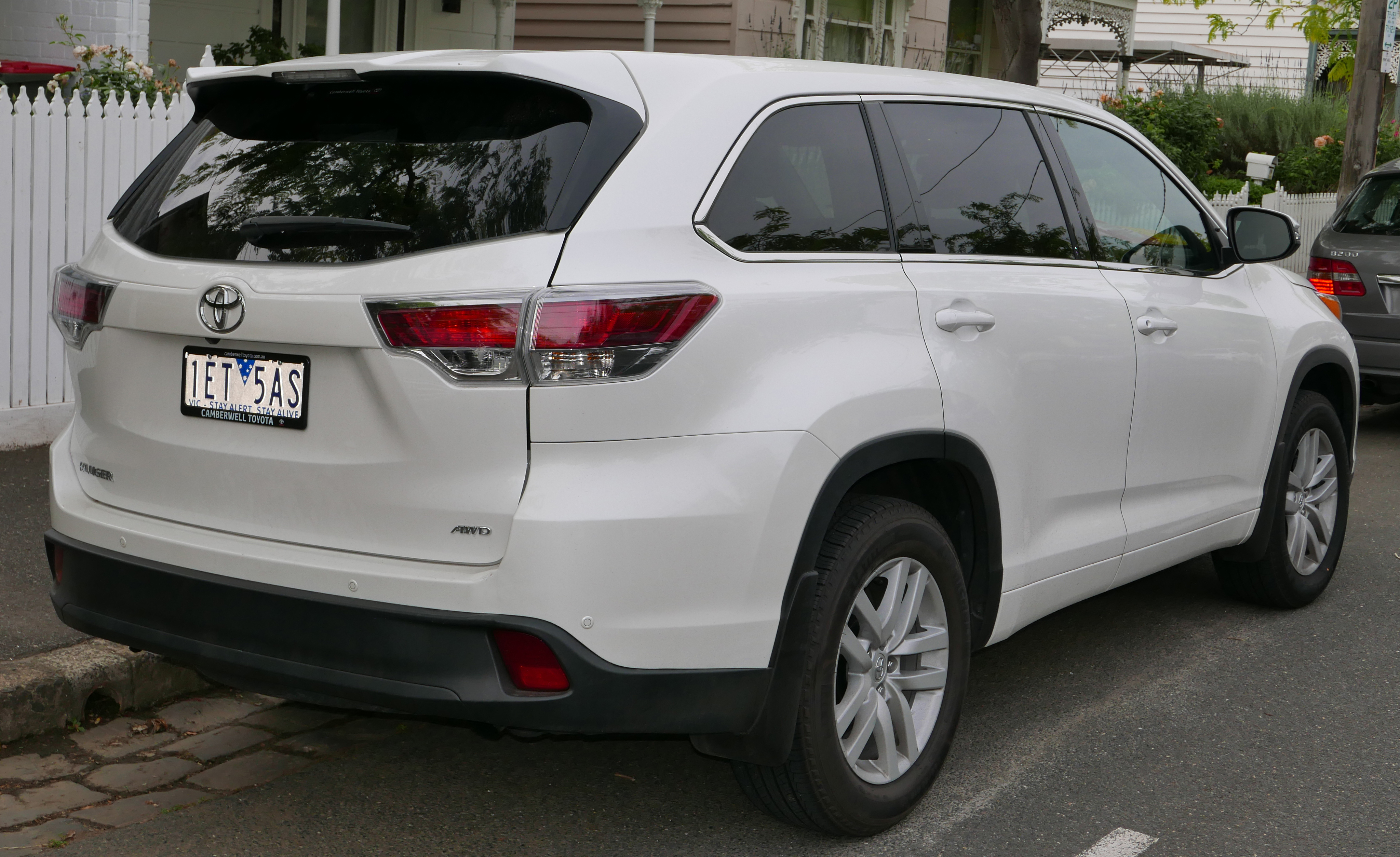
GX من الخلف.

### التصميم بعد شد الوجة

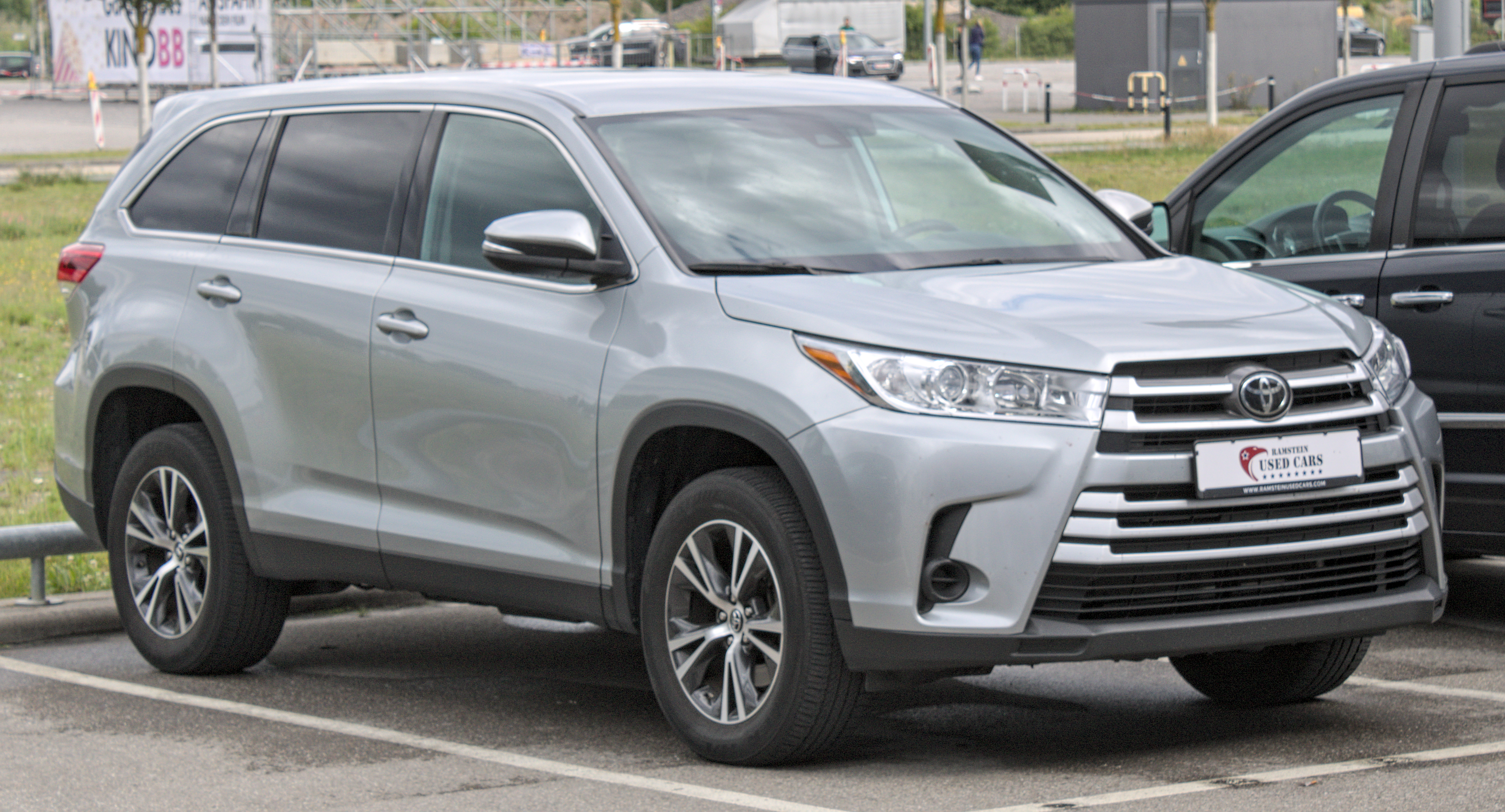
LE من الأمام.
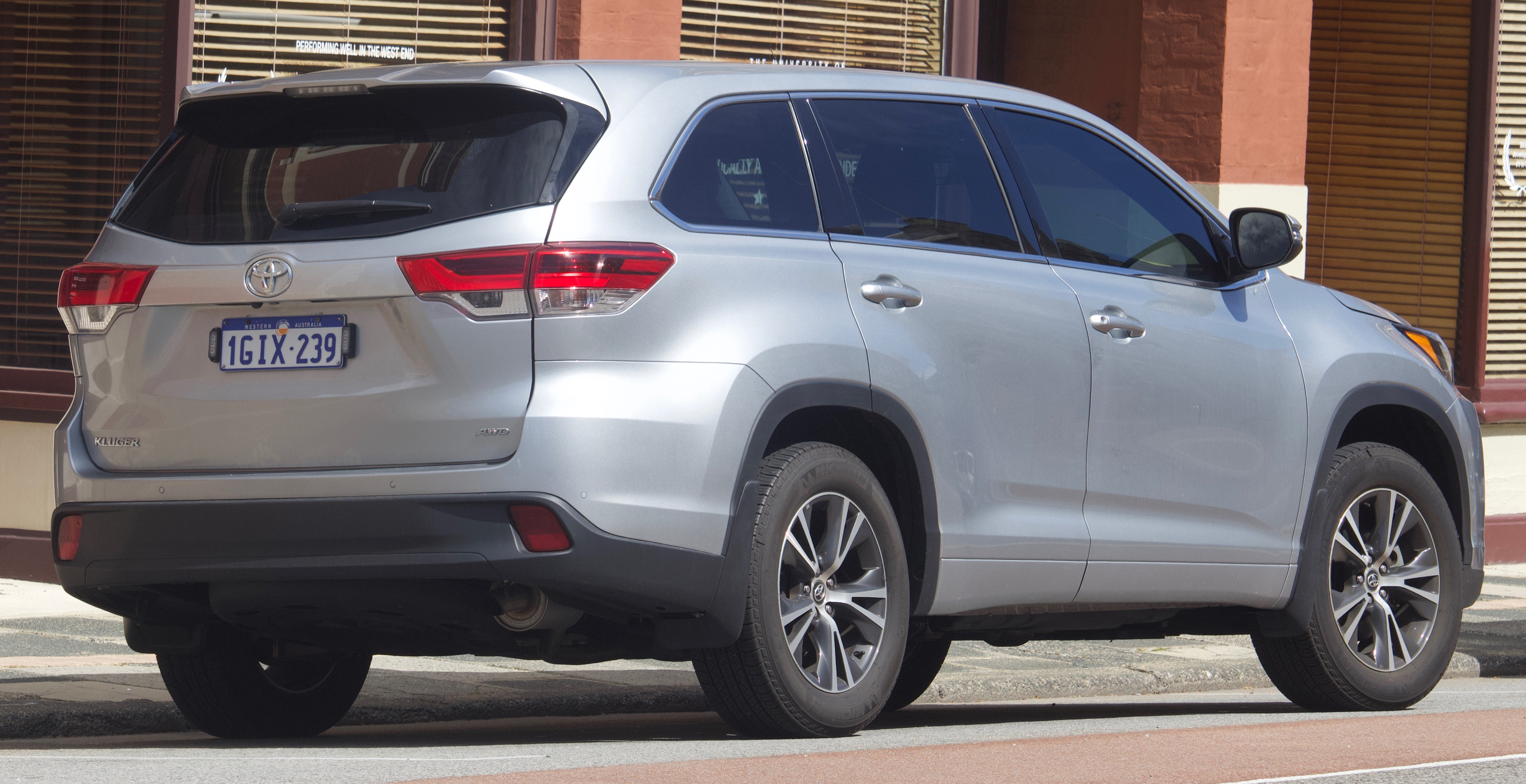
GX من الخلف.

### التصميم شد الوجه بالسوق الصيني

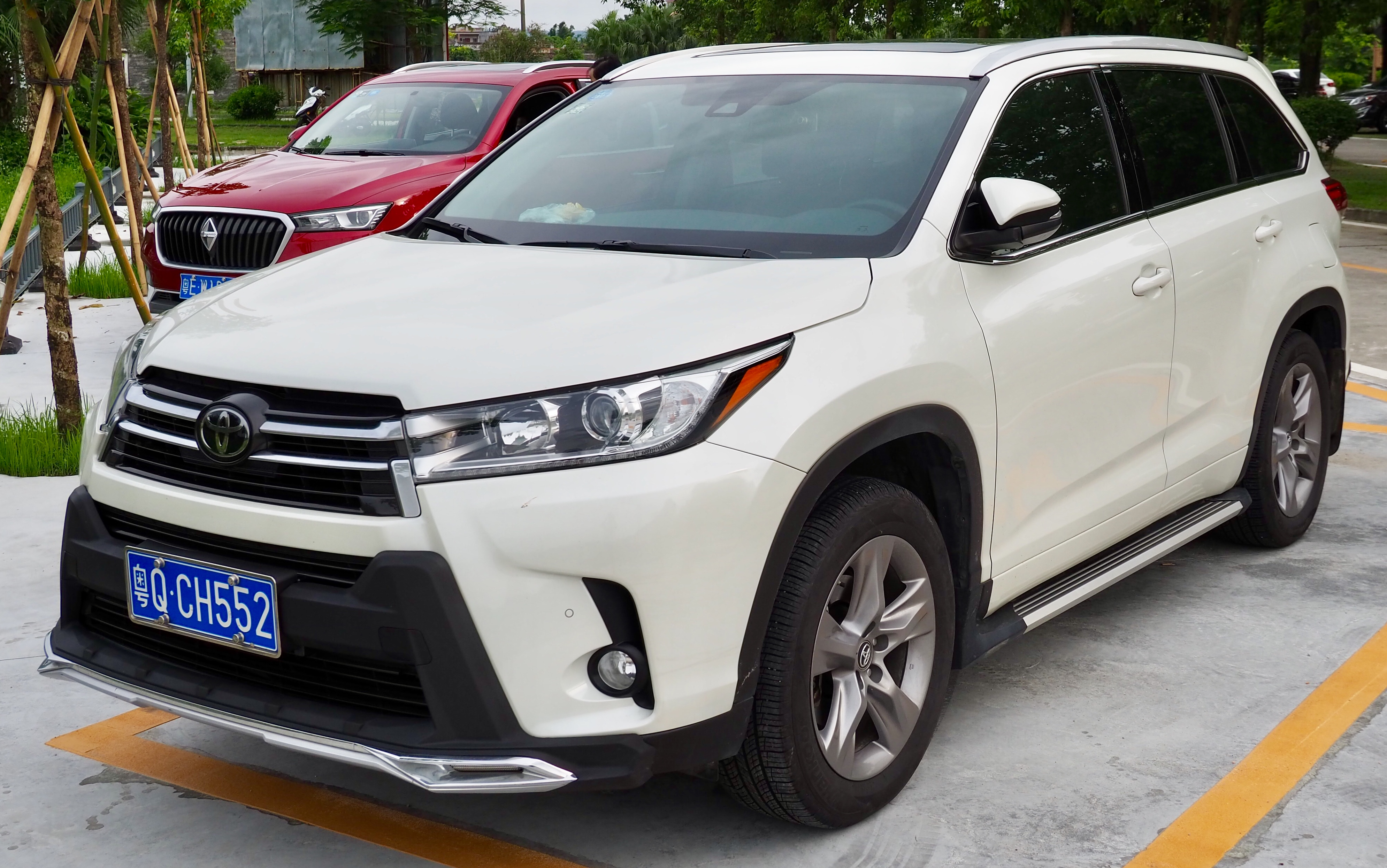
سبورت من الأمام.
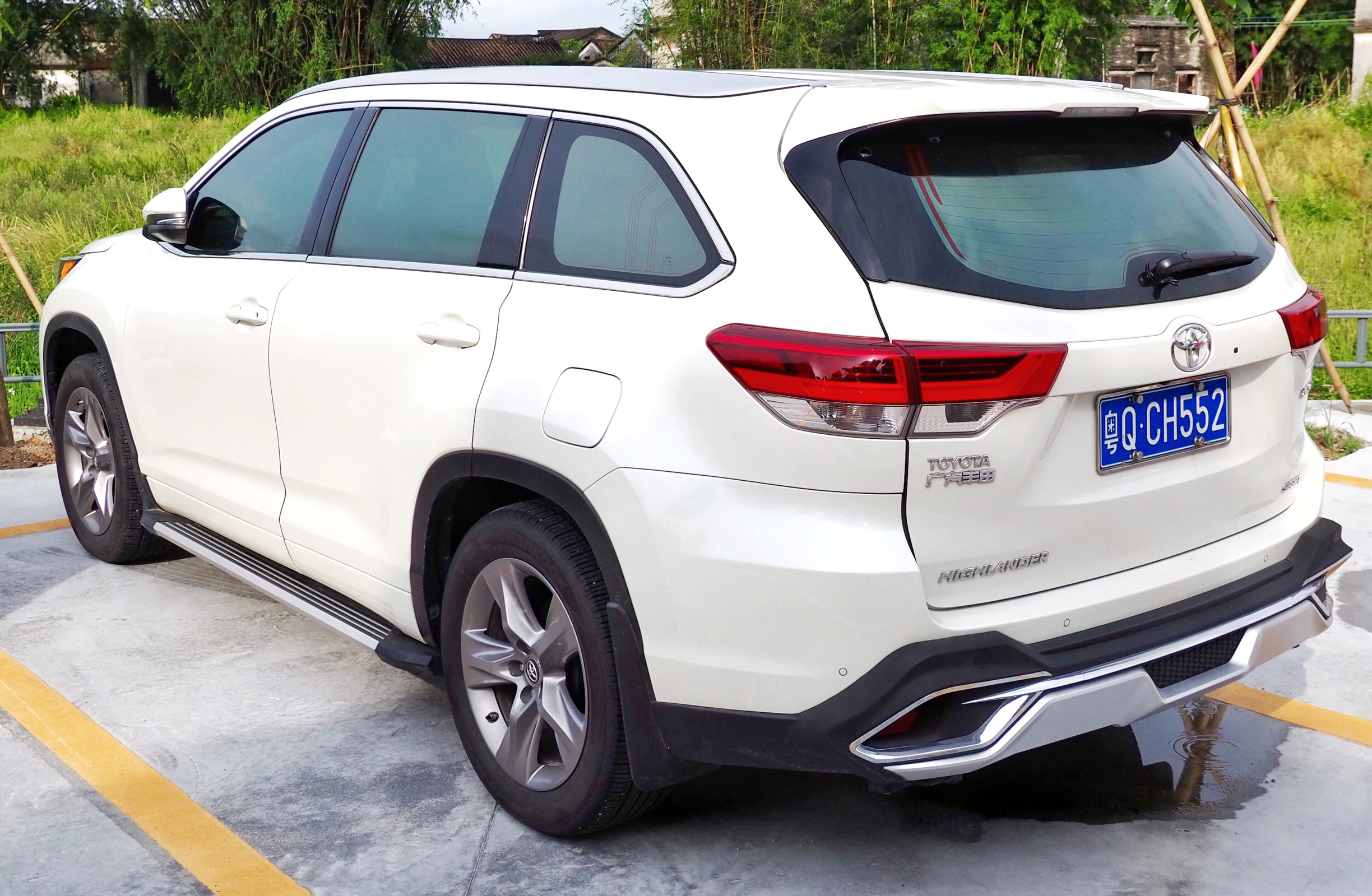
سبورت من الخلف.

### الأمان
| كل شيء:            | 5/5 stars |
| السائق الأمامي:    | 4/5 stars |
| الراكب الأمامي:    | 5/5 stars |
| السائق الجانبي:    | 5/5 stars |
| الراكب الجانبي:    | 5/5 stars |
| سائق القطب الجانبي | 5/5 stars |
| رولفر AWD:         | 16.9%     |

| متوسط التداخل الجبهي                          | جيد     |
| --------------------------------------------- | ------- |
| إزاحة أمامية صغيرة متداخلة (سائق) (2014-2015) | مقبول 1 |
| إزاحة أمامية صغيرة متداخلة (راكب)             | مقبول   |
| التأثير الجانبي                               | جيد     |
| قوة السقف                                     | جيد     |

## الجيل الرابع
تم الكشف عن الجيل الرابع من هايلاندر في معرض نيويورك الدولي للسيارات في 17 أبريل 2019. وهي مبنية على منصة GA-K. يتم تقديمه في خمس فئات من الطرازات تشمل L وLE وXLE ولمتيد  و بلاتينوم. في الولايات المتحدة، تم طرح طراز البنزين من الجيل الرابع هايلاندر للبيع في 18 ديسمبر 2019 لعام 2020. أصبح الطراز الهجين متاحًا في فبراير 2020. وستتوفر هايلاندر / كلوجر للأسواق الأوروبية / الأسترالية في أوائل عام 2021، بعد عام واحد من النماذج الأمريكية بسبب العمل الهندسي المكثف لنماذج المقود الأيمن. تم إعادة تصميم هايلاندر بالكامل لعام 2020. بالإضافة إلى زيادة مساحة الشحن خلف الصف الثالث ، تدعم هايلاندر الآن كلاً من آبل كار بلاي و أندرويد أوتو. جميع الموديلات مزودة بنظام تويوتا للأمان  2.0.

## المبيعات
| العام | إجمالي المبيعات في الولايات المتحدة | مبيعات الهجين في الولايات المتحدة |
| ----- | ----------------------------------- | --------------------------------- |
| 2000  | n/a                                 | n/a                               |
| 2001  | 86,700                              | n/a                               |
| 2002  | 113,134                             | n/a                               |
| 2003  | 120,174                             | n/a                               |
| 2004  | 133,077                             | n/a                               |
| 2005  | 137,409                             | 17,989                            |
| 2006  | 129,794                             | 31,485                            |
| 2007  | 127,878                             | 22,052                            |
| 2008  | 104,661                             | 19,441                            |
| 2009  | 83,118                              | 11,086                            |
| 2010  | 92,121                              | 7,456                             |
| 2011  | 101,252                             | 4,549                             |
| 2012  | 121,055                             | 5,921                             |
| 2013  | 127,572                             | 5,070                             |
| 2014  | 146,127                             | 3,621                             |
| 2015  | 158,915                             | 4,015                             |
| 2016  | 191,379                             | 5,976                             |
| 2017  | 215,775                             | 16,864                            |
| 2018  | 244,511                             | 3,236                             |
| 2019  | 239,438                             | 10,127                            |
| 2020  | 212,276                             | 48,455                            |

| أسترليا | على أساس سنوي | المرتبة الاسترالية |
| ------- | ------------- | ------------------ |
| 1,380   | N/A           | N/A                |
| 7,655   | 455%          | 31                 |
| 7,160   | ▼ 6%          | 40                 |
| 4,973   | ▼ 31%         | 48                 |
| 7,886   | 49%           | 41                 |
| 13,424  | 70%           | 22                 |
| 12,848  | ▼ 4%          | 19                 |
| 13,117  | 2%            | 21                 |
| 11,692  | ▼ 11%         | 24                 |
| 13,239  | 13%           | 23                 |
| 12,668  | ▼ 4%          | 28                 |